# Kaukola ås i solnedgång
Kaukola ås i solnedgång är en oljemålning av den finländske konstnären Albert Edelfelt skapad 1889–1890. Verket tillhör de viktigaste verken från den finländska konstens guldålder.
Den målades i Tammela i Tavastland, på Saaris gård, som tillhörde Edelfelts hustru Ellan de la Chapelles familj. Utsikten är från Kaukolanharju(fi) i Tammela, nordväst om sundet mellan Pyhäjärvi och Kuivajärvi.
Målningen ingår sedan 1976 i Ateneums samlingar i Helsingfors.